# Mormor og de åtte ungene i byen
Mormor og de åtte ungene i byen (română, Bunica cu cei opt copii la oraș) este un film norvegian pentru copii din 1977, regizat de către Espen Thorstenson. Acesta a scris de asemenea regia și pentru celălalt film, Mormor og de åtte ungene i skogen, lansat doi ani mai târziu. Anne-Cath. Vestly are rolul principal în film, reprezentând-o pe bunică în ambele filme, iar ea a scris cărțile pe care se bazează acestea. De asemenea, filmele au putut fi găsite și pe NRK.

## Roluri
- Anne-Cath. Vestly – Bunica
- Jon Eikemo – Tatăl
- Eli Ryg – Mama
- Inger Johanne Byhring – Maren
- – Mads
- Svend Skjønsberg – Martin
- Siri Stonex – Marte
- Charlotte Borgersen – Mona
- Inger Lise Nilsen – Milly
- Karen Olsen – Mina
- Grim Snorre Langen – Morten cel tânăr
- Jorunn Kjellsby – Butikkdame
- Ivar Nørve – Politimann
- Kari Simonsen – Hulda